# Industrie- und Handelskammer Schwarzwald-Baar-Heuberg
Die Industrie- und Handelskammer Schwarzwald-Baar-Heuberg (IHK SBH) ist die IHK für die Region Schwarzwald-Baar-Heuberg. Sie hat ihren Sitz in Villingen-Schwenningen. Der Bezirk der IHK SBH umfasst die Landkreise Rottweil, Tuttlingen sowie den Schwarzwald-Baar-Kreis, die gemeinsam die Region Schwarzwald-Baar-Heuberg bilden. In dieser Region hat die IHK SBH etwa 35.000 Mitgliedsunternehmen2019. In den Gremien und Ausschüssen der IHK engagieren sich rund 2.500 Ehrenamtliche, vor allem Unternehmer und Prüfer in der beruflichen Aus- und Weiterbildung. Die IHK beschäftigte 80 Mitarbeiterinnen und Mitarbeiter sowie Auszubildenden und DHBW-Studierende. Präsidentin der IHK Schwarzwald-Baar-Heuberg ist Birgit Hakenjos, Hauptgeschäftsführer ist Thomas Albiez. 
Die IHK ist eine Körperschaft öffentlichen Rechts und hat die gesetzliche Aufgabe, das Gesamtinteresse der zugehörigen Gewerbetreibenden und Unternehmen in ihrem Bezirk wahrzunehmen. Darüber hinaus bietet sie Informationen und Weiterbildungen an, nimmt Prüfungen ab und berät zu allen Fragen des unternehmerischen Handelns, insbesondere Steuer- und Rechtsfragen. 
Die IHK ist Mitherausgeber der überregionalen Zeitschrift Wirtschaft im Südwesten. 

## Geschichte
Die Industrie- und Handelskammer Schwarzwald-Baar-Heuberg geht in ihrer Entstehungsgeschichte auf die 1867 gegründete Handels- und Gewerbekammer Rottweil und die 1896 gegründete Schwarzwälder Handelskammer für den Kreis Villingen und den Amtsbezirk Neustadt zurück. 
1973 wurde im Zuge der Verwaltungsreform durch Verordnung der Landesregierung Baden-Württembergs die IHK SBH gebildet. Sitz der IHK war bis Ende 1975 in Rottweil und wurde 1976 nach Villingen-Schwenningen verlegt, in Rottweil wurde eine Hauptgeschäftsstelle eingerichtet. 1981 bezog die IHK das Gebäude im Romäusring in Villingen-Schwenningen. Im Dezember 2022 hat sie das neue Haus der Wirtschaft im Zentralbereich von Villingen-Schwenningen nahe des Zentralklinikums bezogen.  
2017 feiert die Industrie- und Handelskammer Schwarzwald-Baar-Heuberg ihr 150-jähriges Bestehen. 

## Wesentliche Tätigkeiten
In Erfüllung des gesetzlichen Auftrages (§ 1 des IHK-Gesetzes) beruht die Arbeit der IHK auf drei Säulen:
- Wirtschaftspolitische Interessenwahrnehmung
- Wahrnehmung der öffentlich-rechtlichen Aufgaben, die den IHK vom Staat übertragen worden sind
- Service für die regionalen Unternehmen.

Die IHK sichert die Qualität des dualen Ausbildungssystems. Sie prüft die Ausbildungsbetriebe, erkennt neue Ausbildungsbetriebe an, betreut die Ausbildung im Unternehmen und nimmt die Zwischen- und Abschlussprüfungen ab. Jährlich beginnen in der Region Schwarzwald-Baar-Heuberg mehr als 2.400 Schulabgänger mit einer Lehre in einem anerkannten Ausbildungsberuf. Im IHK-Bezirk gibt es rund 7.000 Ausbildungsplätze bei Mitgliedsunternehmen.
Die IHK hat außerdem die Kooperation Schule-Wirtschaft angestoßen.
Im Rahmen ihres Engagements für die Weiterbildung betreibt die IHK die IHK-Akademie Schwarzwald-Baar-Heuberg, sowie gemeinsam mit der Handwerkskammer Konstanz die Berufliche Bildungsstätte Tuttlingen GmbH (kurz: BBT) als eigenständiges Unternehmen.
Die IHK berät Existenzgründer und unterstützt Unternehmen in Fragen der Nachfolgeplanung, der Finanzierung oder über Fördermittel.

### Forschungsförderung
Das heutige Institut für Mikro- und Informationstechnik der Hahn-Schickard-Gesellschaft (HSG-IMIT) ist aus einer Initiative der IHK Schwarzwald-Baar-Heuberg hervorgegangen. Im Jahr 2005 entstand auf Initiative der IHK Schwarzwald-Baar-Heuberg die regionale Technologieinitiative TechnologyMountains e. V., die unter anderem Existenzgründer und Technologietransfer fördert.
Die 2011 auf den Weg gebrachte Clustermanagementgesellschaft MedicalMountains GmbH engagiert sich darin, neue Technologien gemeinsam zu erkunden und für die regionale Medizintechnikbranche nutzbar zu machen.

### Organisation
Die Vollversammlung ist das höchste Gremium der IHK. Sie umfasst bis zu 52 ehrenamtlich tätige Unternehmer aus allen Bereichen der Wirtschaft. Sie wird alle fünf Jahre von den regionalen Unternehmen neu gewählt und bestimmt die Richtlinien der IHK-Arbeit. Sie hat die Aufgabe, die Interessen der unterschiedlichen Branchen zu bündeln und nach außen hin zu vertreten.
Das Präsidium besteht aus dem Präsidenten und sechs Vizepräsidenten, die von der Vollversammlung aus ihrer Mitte in geheimer Wahl gewählt werden.  
Der Hauptgeschäftsführer ist der Vollversammlung und dem Präsidium für die ordnungsgemäße Geschäftsführung verantwortlich. Er ist berechtigt, an allen Sitzungen der Vollversammlung, des Präsidiums, der Ausschüsse und der Arbeitskreise teilzunehmen. Hauptgeschäftsführer und Präsident vertreten die IHK gleichberechtigt nach außen.

### IHK Akademie
Die IHK Akademie Schwarzwald-Baar-Heuberg in Villingen-Schwenningen ist die staatlich anerkannte und zertifizierte öffentliche Weiterbildungseinrichtung der Industrie- und Handelskammer Schwarzwald-Baar-Heuberg (IHK SBH). Als regionaler Bildungsträger übernimmt sie entsprechend dem gesetzlichen Auftrag der IHK hoheitliche Aufgaben als Prüfer in den gewerblich-technischen und kaufmännischen Ausbildungsberufen. Darüber hinaus bietet sie Anpassungs- und Aufstiegsweiterbildungen in verschiedenen Fachgebieten sowie einen betriebswirtschaftlichen Bachelor-Studiengang an.

#### Geschichte
Die IHK Akademie Schwarzwald-Baar-Heuberg ist Anfang 2011 aus dem Berufsprüfungs- und Weiterbildungsbereich der IHK Schwarzwald-Baar-Heuberg hervorgegangen. Berufliche Weiterbildung bietet die IHK seit 1979 für die Unternehmen in der IHK-Region und ihre Beschäftigten an. Die Lehrgänge fanden in der Regel am Abend und am Wochenende statt. 
Seit 2005 verfolgt die IHK den Ausbau eines Bildungsangebotes, um die Nachfrage aus den 35.000 Unternehmen der IHK-Region zu bedienen. Im Zuge dieser Modernisierung erfolgte 2010 und 2011 die Umwandlung zur IHK Akademie. 
Im Jahr 2010 hat die IHK im Technologiepark Villingen-Schwenningen ein zentrales Schulungsgebäude mit 25 Lehrsälen und 2000 m² Betriebsfläche eingerichtet, bis der Umzug in  das Haus der Wirtschaft Ende 2022 erfolgte. Dort bietet die IHK Akademie heute ein ganztätiges, öffentliches Lehrgangsprogramm in sechs Fachgebieten, Vollzeitunterricht und Studiengänge an. Somit deckt sie das Spektrum von der gewerblich-technischen und kaufmännischen Berufsausbildung bis zum Bachelor-Abschluss und zur berufsbegleitenden Weiterbildung ab. 
Die Weiterbildungseinrichtung hat 2010 ein Qualitätsmanagementsystem nach ISO 9001 eingeführt und ist entsprechend zertifiziert. Sie ist von der Bundesagentur für Arbeit als Bildungsträger nach der bundesdeutschen Anerkennungs- und Zulassungsverordnung Weiterbildung (AZAV) zertifiziert. Im Juni 2010 hat sie das International Training Center Rating (ITCR) der PerformNet AG abgeschlossen. Sie wurde mit fünf ITCR-Sternen ausgezeichnet. Das ist die höchste internationale Klassifizierung für Bildungsanbieter und gilt als Maßstab für die Kundenorientierung von Schulungszentren. 
Die IHK Akademie Schwarzwald-Baar-Heuberg zählt jährlich 7.500 Kursteilnehmer und Absolventen (Stand 2016) und gehört zu den drei größten Weiterbildungseinrichtungen der Region Schwarzwald-Baar-Heuberg. Sie beschäftigt 278 überwiegend nebenberufliche Dozenten und bietet pro Jahr insgesamt 583 verschiedene Lehrgänge, Seminare und Vorträge an acht verschiedenen Standorten in der IHK-Region an. Leiterin der Akademie ist Annett Auer-Thoß (Stand 2020), zugleich Leiterin des Geschäftsbereichs Berufliche Aus- und Weiterbildung der IHK in Villingen-Schwenningen.

#### Aufgaben
Die IHK Akademie erfüllt einen Teil der hoheitlichen Aufgaben der IHK und betreut die regionalen Abschlussprüfungen in den gewerblich-technischen und kaufmännischen Ausbildungsberufen. Darüber hinaus ist es ihre Aufgabe, der berufstätigen Bevölkerung in der IHK-Region Schulungs- und Weiterbildungsangebote nach den bundeseinheitlichen Bildungs- und Prüfungsrichtlinien der IHK-Organisation anzubieten. Die Vollversammlung der IHK Schwarzwald-Baar-Heuberg hat die IHK mit dem Auftrag ausgestattet, dem Fachkräftemangel vorzubeugen und die beruflichen, technischen und kommunikativen Kompetenzen der Beschäftigten zu fördern. Berufliche Bildung ist Teil des gesetzlichen IHK-Auftrags.

#### Programm
Die Aufgaben der IHK Akademie werden mit Hilfe eines Lehrgangs-, Seminar-, Vortrags- und Prüfungsprogramms umgesetzt. Das Programm richtet sich an alle Industrie- und Dienstleistungsbranchen, Handel und Gastronomie der Region. Das Standard-Weiterbildungsprogramm besteht aus zwei Säulen: Anpassungsweiterbildung und Höhere Berufsbildung. 
Die Anpassungsweiterbildung trägt den laufenden Entwicklungen Rechnung. Hier finden Seminare und Schulungen unterschiedlicher Dauer statt, die das Wissen über Märkte, Technologien, Methoden sowie berufliche oder rechtliche Rahmenbedingungen aktualisieren. Die Seminare enden ohne Prüfung. Die Teilnehmer erhalten eine Teilnahmebestätigung. 
Die Höhere Berufsbildung bereitet auf höherwertige kaufmännische und technische Tätigkeiten und Führungsaufgaben in Unternehmen vor. Sie besteht aus mehrmonatigen Lehrgängen mit Abschlussprüfungen nach den standardisierten Bildungs- und Prüfungsrichtlinien der IHK-Organisation, für die Zeugnisse bzw. Urkunden ausgestellt werden. Die Teilnehmer erlangen für ihr Fachgebiet den Abschluss Geprüfter Fachwirt bzw. Geprüfter Bilanzbuchhalter oder Geprüfter Industriemeister Fachrichtung Metall. 
Zertifikatslehrgänge bilden eine weitere Kategorie. Sie umfassen in der Regel 120 bis 160 Unterrichtseinheiten und schließen mit einer speziellen Prüfung und Zertifizierung ab. 
Für besondere Bedürfnisse von Unternehmen entwickelt und veranstaltet die IHK Akademie interne Schulungen und Qualifizierungsmaßnahmen.

#### Fachbereiche
Im Standardprogramm deckt die IHK Akademie sechs Fachbereiche ab: kaufmännisches Wissen, Technik, Informationstechnik, Gesundheit, Gastronomie und Sprachen. 
Zum kaufmännischen Bereich zählen Betriebswirtschaft, Rechnungswesen, Einkauf, Unternehmensführung, Personalführung, Recht und Steuern, Marketing. Zum technischen Bereich zählen Metall, Kunststoff, Elektrotechnik, Mechatronik, Logistik, Medizintechnik, Qualitätsmanagement und verwandte Felder. Die Informationstechnik umfasst die gesamte Grundausbildung am PC und reicht bis zur Programmierung und Netzwerkadministration. 
Zur gesundheitlichen und sozialen Förderung von Belegschaften bildet die IHK Akademie Gesundheitsmanager und Demografieberater aus. Für die Gastronomie werden Weiterbildungen in den Bereichen Hotelmanagement, Marketing, Küche und Hygiene angeboten. Der Sektor Sprachen deckt fünf im globalen Geschäftsleben gebräuchliche Fremdsprachen ab und ermöglicht international anerkannte Abschlüsse. 

#### Bachelor-Studiengang
Als erste IHK-Weiterbildungseinrichtung in Deutschland hat die IHK Akademie Schwarzwald-Baar-Heuberg im Jahr 2010 eine betriebswirtschaftliche Doppelausbildung entwickelt. Sie kombiniert den Weiterbildungsweg der IHK mit einem Studium an der Hochschule Furtwangen University (HFU). Damit können Fachwirte und Betriebswirte aus der Industrie auf einem berufsbegleitenden Bildungsweg auch ohne Abitur den international anerkannten Bachelor-Abschluss erlangen. 
Zugangsvoraussetzung ist eine erfolgreich abgeschlossene Weiterbildung zur/-m Geprüften Fachwirt/-in IHK, für die zwei Semester veranschlagt sind. Nach zwei weiteren Semestern legen die Teilnehmer die Prüfung zum Geprüften Betriebswirt IHK ab. Nach drei zusätzlichen Semestern schließt das Studium mit dem Bachelor of Arts (B.A.) ab. Die Studieninhalte umfassen das gesamte Spektrum der Betriebswirtschaftslehre und Unternehmensführung. Darüber hinaus stehen Internationale Rechnungslegung, Internationales Marketing und Interkulturelles Management auf dem Lehrplan. 

#### Azubi-Akademie
Ein besonderes Augenmerk legt die IHK Akademie auf die Förderung von Auszubildenden. Für diese Zielgruppe wird seit 2009 jährlich ein Lehrgangsprogramm zusammengestellt und laufend weiter ausgebaut. Der Schwerpunkt liegt auf dem Bereich Kommunikation. Außerdem werden Grundkurse und Weiterbildungen zu Finanzen, Marketing, Fremdsprachen und Computeranwendungen angeboten.